# Andrew Bird's Bowl of Fire
Andrew Bird's Bowl of Fire è un gruppo statunitense di indie rock e rock alternativo fondato nel 1997 dal cantautore polistrumentista Andrew Bird.

## La storia
Dopo la pubblicazione del suo primo album da solista, Music of Hair, Andrew Bird appare su tre album del gruppo Squirrel Nut Zippers prima di fondare Andrew Bird's Bowl of Fire. 
La prima produzione discografica a nome Andrew Bird's Bowl of Fire è l'album Thrills pubblicato nel 1997 per l'etichetta Rykodisc, seguito poco dopo dal secondo album Oh! The Grandeur del 1998. Entrambi i dischi hanno forti influenze dei generi tradizionali folk, jazz e swing, con Bird che suona il suo strumento principale, il violino, canta e scrive i lunghi testi dei brani che lo caratterizzeranno anche in seguito. 
Nel gruppo suonano altri musicisti della scena di Chicago tra i quali Kevin O'Donnell, Joshua Hirsch, Jon Williams, Nora O'Connor, Andy Hopkins, Jimmy Sutton, Colin Bunn e Ryan Hembrey. 
Anche alcuni membri del gruppo Squirrel Nut Zippers, Katharine Whalen e Jimbo Mathus suonano sul disco di esordio Thrills.
In questo periodo Andrew Bird ha fatto parte del gruppo jazz Kevin O'Donnells Quality Six come cantante, violinista, autore e arrangiatore degli album Heretic Blues (Delmark 1999) e Control Freak (Delmark 2000).
Nel 2001 i Bowl of Fire pubblicano il loro terzo album The Swimming Hour con un taglio completamente diverso dalle precedenti produzioni e in cui mischiano stili differenti. Nonostante il consenso della critica l'album non ha avuto successo commerciale o riconoscimenti da parte del pubblico.
Nel 2002 fu chiesto ad Andrew Bird di aprire con il gruppo una serie di concerti nella sua città natale di Chicago, ma a causa della non disponibilità di alcuni membri, Bird si esibì da solo. Il successo di quelle esibizioni lo incoraggiò ad iniziare una carriera solistica.
Il gruppo The Bowl of Fire si sciolse in modo non ufficiale nel 2003.
Nel Dicembre 2017 il gruppo si è riunito per tenere una esibizione dal vivo a the Hideout Inn per un evento di beneficenza. La formazione ha visto sul palco Andrew Bird, Nora O'Conner, Kevin O'Donnell, Colin Bunn e il bassista Alan Hampton.

## Discografia
- 1988 - Thrills
- 1988 - Oh! The Grandeur
- 2001 - The Swimming Hour